# Francisco Figueroa Mata
Francisco Figueroa Mata was afkomstig uit de staat Guerrero. Hij sloot zich in 1910 aan bij de Mexicaanse Revolutie aan de zijde van Francisco I. Madero en werd een aantal maanden gouverneur van zijn geboortestaat. Hij was tijdens de decena trágica van 1913, waarbij Madero werd omvergeworpen en vermoord door Victoriano Huerta in Mexico-Stad. Hij ontvluchtte de stad en richtte een legertje op om zich aan te sluiten in het verzet tegen Huerta. Na de val van Huerta was hij afgevaardigde bij de Conventie van Aguascalientes maar koos uiteindelijk toch de zijde van het constitutionalistisch leger van Venustiano Carranza in de strijd tegen de conventie. Figueroa was afgevaardigde voor Guerrero bij de grondwetgevende vergadering van 1917 en was van 1918 tot 1921 opnieuw gouverneur van Guerrero.
Figueroa overleed in 1936 in Mexico-Stad door een verkeersongeluk. Hij was de grondlegger van een politieke dynastie in Guerrero: zijn zoon Rubén Figueroa Figueroa was gouverneur van 1975 tot 1981 en zijn kleinzoon Rubén Figueroa Alcocer van 1993 tot 1996.